# Angelo da Fonseca
Ângelo da Fonseca (Santo Estevão, Tisuadi, 1902 – Pune, 1967) foi um pintor goês. O seu trabalho levou a um renascimento da arte cristã na Índia, porém ele mostrava uma fusão da tradicional cultura indiana com as imagens de figuras importantes do cristianismo que irritaram o governo colonial português e ele acabou expulso de Goa sob a acusação de blasfémia.

## Biografia
Ângelo nasceu na ilha de Santo Estevão, em Goa. Era o mais novo dos 17 filhos de um casal agricultores goeses católicos. Inicialmente, Ângelo pretendia cursar medicina e ele matriculou-se no Grant Medical College, em Bombaim, mas mudou radicalmente de ideias e em 1930 matriculou-se na Sir J. J. School of Art, também em Bombaim. A escola adotava um sistema ocidental que não lhe agradou, então ele mudou-se para Calcutá para estudar com o professor e pintor Abanindranath Tagore (sobrinho do poeta Rabindranath Tagore), na Escola de Arte de Bengala, onde também foi aluno de Nandalal Bose.

## Carreira
Ângelo era um artista bastante versátil. Ele entalhava em madeira, ilustrava pergaminhos, fazia vitrais, pintava a aguarela, a óleo, fazia desenhos a lápis e trabalhava com argila. Pintou mais de mil aguarela, murais, telas a óleo e teve seu trabalho expostos em vários locais da Índia, em especial aqueles ligados à religião cristã, como seminários e faculdades.
O trabalho de Henry Heras foi de grande influência na sua carreira, pois Henry encorajava artistas indianos cristãos a pintar com temas hindus em vez de trabalhar com a temática cristã tradicional. Como Ângelo era cristão, começou a pintar telas com cenas tipicamente cristãs, como a Última Ceia, o nascimento de Jesus e a Anunciação com temas, cores e vestimentas indianas. Pintou a Virgem Maria usando sari e bindi.
Em 1931, Ângelo retornou a Goa, que na época estava sob controlo português. Seu trabalho recebeu duras críticas dos portugueses e outros católicos de Goa pelos seus trabalhos cristãos com temas hindus. O padre da paróquia de Santo Estevão foi um dos grandes críticos a Ângelo nas ilhas e ele foi obrigado a sair de Goa.
Ângelo mudou-se para Pune, ainda em 1931, para poder trabalhar sem tanta vigilância no Movimento Ashram Cristão, onde trabalhou intensamente. Lá, ele casou com Ivy Muriel Menezes, em 1951, com quem teve uma filha Yessonda Dalton, em 1957. Além de mil aguarelas, Ângelo pintou mais de 50 telas e fez vários vitrais, especialmente para igrejas.
Ângelo morreu em 1967, em Pune, aos 65 anos, devido a uma meningite. A sua esposa, morreu em 2015.